# 逸木裕
逸木 裕（いつき ゆう、1980年11月1日 -）は、日本の小説家、推理作家。

## 経歴・人物
東京都生まれ。学習院大学法学部を卒業する。フリーランスのウェブエンジニア業のかたわら、小説の執筆を開始する。2016年、「虹になるのを待て」でKADOKAWAが主催する第36回横溝正史ミステリ大賞を受賞する。同年、同作を「虹を待つ彼女」と改題し刊行、小説家デビューを果たす。2019年、「イミテーション・ガールズ」で第72回日本推理作家協会賞（短編部門）候補。2022年、「スケーターズ・ワルツ」で第75回日本推理作家協会賞（短編部門）受賞。2025年、『彼女が探偵でなければ』で第25回本格ミステリ大賞（小説部門）受賞。
中学1年生の頃には、小説を書きたいと思っていた。高校生の頃には、実際に小説を書いていた。中学生の頃には、綾辻行人や宮部みゆきなどの作品を愛読しており、新本格の作品、エラリー・クイーンやアガサ・クリスティなどの古典名作などに親しんできた。好きな作家はロバート・R・マキャモン、貴志祐介、漫画家の岩泉舞。

## ミステリ・ランキング
- 週刊文春ミステリーベスト10
  - 2024年 - 『彼女が探偵でなければ』16位

- このミステリーがすごい!
  - 2017年 - 『虹を待つ彼女』16位
  - 2025年 - 『彼女が探偵でなければ』24位

- 本格ミステリ・ベスト10
  - 2025年 - 『彼女が探偵でなければ』12位

- ミステリが読みたい!
  - 2017年 - 『虹を待つ彼女』17位
  - 2025年 - 『彼女が探偵でなければ』20位

## 作品リスト

### 単行本
- 虹を待つ彼女（2016年9月 KADOKAWA / 2019年4月 角川文庫）
- 少女は夜を綴らない（2017年7月 KADOKAWA / 2020年6月 角川文庫）
- 星空の16進数（2018年6月 KADOKAWA / 2021年12月 角川文庫）
- 電気じかけのクジラは歌う（2019年8月 講談社 / 2022年1月 講談社文庫）
- 銀色の国（2020年5月 東京創元社 / 2023年2月 創元推理文庫）
- 空想クラブ（2020年8月 KADOKAWA）
- 五つの季節に探偵は（2022年1月 KADOKAWA / 2024年8月 角川文庫）
  - 収録作品：イミテーション・ガールズ / 龍の残り香 / 解錠の音が / スケーターズ・ワルツ / ゴーストの雫
- 風を彩る怪物（2022年6月 祥伝社）
- 祝祭の子（2022年8月 双葉社）
- 世界の終わりのためのミステリ（2023年6月 星海社FICTIONS）
  - 収録作品：江ノ島スーサイドカフェ / かくれんぼメテオライト / 新宿シンギュラリティ / 別離エアポート
- 四重奏（2023年12月 光文社）
- 彼女が探偵でなければ（2024年9月 KADOKAWA）
  - 収録作品：時の子 / 縞馬のコード / 陸橋の向こう側 / 太陽は引き裂かれて / 探偵の子

### 単行本未収録作品
- 線対称の夜（『小説宝石』2019年12月号）
- 陸橋の向こう側（『小説 野性時代』特別編集 2022年冬号）
- 時の子（『小説 野性時代』特別編集 2023年冬号）